# Каррингтон, Дора
До́ра Ка́ррингтон (англ. Dora de Houghton Carrington, 29 марта 1893, Херефорд — 11 марта 1932, Ньюбери) — английская художница и феминистка.

## Жизнь и творчество
Дора Каррингтон родилась в семье состоятельного адвоката. Уроки рисования начала брать ещё в детские годы. Позднее получила стипендию для обучения в лондонской Школе изящных искусств Слейд, где познакомилась с такими художниками, как Пол Нэш и Джон Нэш, Кристофер Невинсон и Марк Гертлер. При жизни творчество художницы не было оценено по достоинству; ей удалось организовать лишь две свои выставки. Была членом британской интеллектуальной группы Блумсбери. В 1917 году она иллюстрирует большим количеством ксилографий вышедшую из печати книгу «Две истории», с произведениями классика английской литературы Вирджинии Вулф (Пятно на стене) и её мужа Леонарда («Три еврея»).
Дора Каррингтон отличалась весьма эксцентричным характером. Во время Первой мировой войны она, сама бисексуальная, знакомится с художественным критиком и эссеистом Литтоном Стрейчи. Несмотря на гомосексуализм последнего, эту пару некоторое время связывали любовные отношения. Затем Стрейчи влюбляется в Ральфа Партриджа, который, для сохранения этих отношений в тайне, женится в 1921 году на Каррингтон, создавая таким образом любовный треугольник. В январе 1932 года Стрейчи умирает от рака, оставив Доре наследство в 10 тысяч фунтов стерлингов (что в пересчёте составляло в 1994 году около 240 тысяч фунтов). Через два месяца после этого Дора Каррингтон покончила жизнь самоубийством — выстрелом из ружья (её первая попытка самоубийства — отравить себя автомобильными выхлопными газами — не удалась).

## Фильмы
- «Каррингтон»

## Галерея

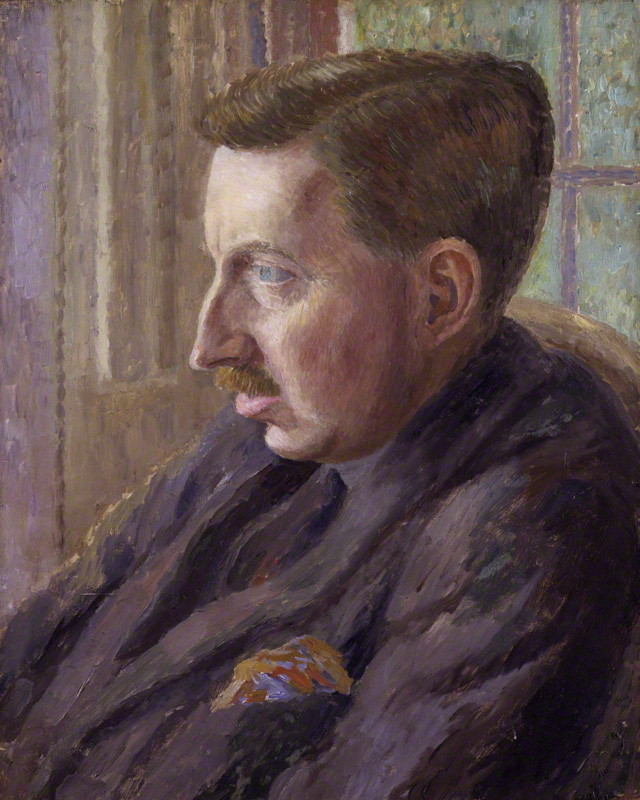
Портрет Э.М.Форстера (1924-25)
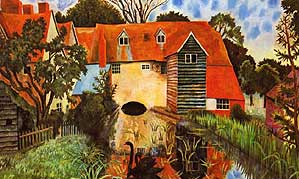
Мельница в Тидмарше (1918)
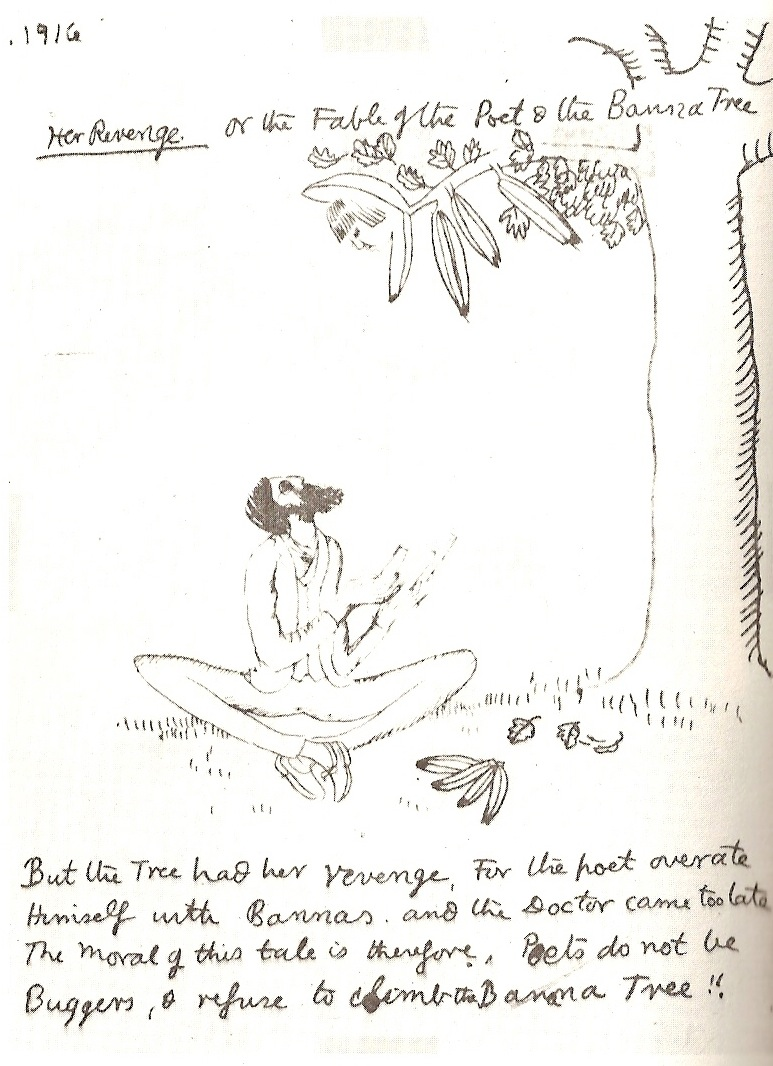
Банановое дерево и Л.Стрейчи (1916)
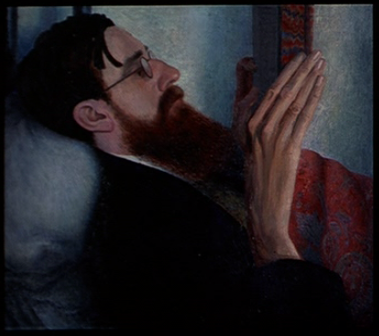
Портрет Литтона Стрейчи (1916)